# BB 10003
La BB 10003 est un prototypes de la SNCF qui permit l'évaluation de la traction par moteurs asynchrones alimentés par onduleurs de tension à thyristors. Cette machine a été réalisée en 1982 à partir du prototype BB 7003. On lui préféra la BB 10004 à moteurs synchrones.

## Caractéristiques
Les onduleurs à thyristors à commutation forcée commandent la vitesse des moteurs en délivrant un réseau de tensions triphasées variables en amplitude et en fréquence. Le freinage électrique de sécurité ne s'obtient pas aisément. Cette technologie à onduleurs de tension conduit à une masse à vide de 91 t qui ne permet pas d'envisager une machine bicourant sous les 90 t. L'émergence des thyristors à extinction par gâchette (GTO), qui aurait pu faire gagner 5 t à cette locomotive, la rendant obsolète.
En 1988 pour le projet TMST, (futures rames Eurostar pour du tunnel sous la Manche), une chaîne de traction asynchrone à GTO est retenue. Très complexe, elle doit fonctionner sous 750 V et 3 kV continu ainsi que sous 25 kV 50 Hz. 
La BB 10003 équipée d'une chaîne de traction avec 2 onduleurs à GTO va servir de plateforme de test, pour mettre au point et valider la baie électronique de commande et surtout les très complexes algorithmes de gestion d'un moteur asynchrone de traction. Un seul bogie reçoit deux moteurs de traction asynchrone de fabrication britannique, l'autre est démotorisé.
Il faut notamment valider que la fréquence variable des onduleurs ne perturbe pas les différents systèmes de signalisation.

## Carrière
Les essais en France et en Belgique ont duré de 1991 à 1993. Avec la sortie des premières rames Eurostar, la tâche de la BB 10003 fut définitivement terminée.
Mais en permettant de mettre au point une chaîne de traction asynchrone Alstom elle aura une nombreuse descendance : BB 36000, TGV Dasye, etc.
Sa livrée se caractérise par une ligne brisée orange, comme celle des BB 7200 mais passant à l'extérieur des fenêtres de portes, et soulignée d'une bande rouge en bas de caisse. 
Elle sera remise au type BB 15000 en 1997-1998 avec des pièces récupérées de la BB 15015, accidentée en 1994 à la suite d'un accident à Bâle avec une locomotive suisse. Le long délai entre 1994 et 1997 fut le temps nécessaire pour régler le contentieux entre la SNCF et les CFF avant de pouvoir disposer de l'épave de la BB 15015. Elle reprendra son nom d'origine : BB 15007.